# 2-ja Niżniaja Miedwiedica
2-ja Niżniaja Miedwiedica, także Wtoraja Niżniaja Miedwiedica (ros. 2-я Нижняя Медведица, Вторая Нижняя Медведица) – wieś (ros. деревня, trb. dieriewnia) w zachodniej Rosji, w sielsowiecie niżniemiedwiedickim rejonu kurskiego w obwodzie kurskim.

## Geografia
Miejscowość położona jest w dorzeczu rzeki Bolszaja Kurica (prawy dopływ Sejmu), 0,5 km od centrum administracyjnego sielsowietu (Wierchniaja Miedwiedica), 15 km na północny zachód od Kurska, 0 km od drogi magistralnej (federalnego znaczenia) M2 «Krym» (część trasy europejskiej E105).
We wsi znajduje się 60 posesji.
Klimat
Miejscowość, jak i cały rejon, znajduje się w strefie klimatu kontynentalnego z łagodnym ciepłym latem i równomiernie rozłożonymi opadami rocznymi (Dfb w klasyfikacji klimatów Köppena).

## Demografia
W 2010 r. wieś zamieszkiwały 102 osoby.